# البحث العلمي في السعودية
البحث العلمي في السعودية يشكِّل البحث العلمي واحداً من أبرز العناصر التي تعوّل عليها «رؤية المملكة 2030» الهادفة إلى نقل الاقتصاد الوطني من الاعتماد على النفط، والتحوُّل إلى الاقتصاد المعرفي. فقد بات من المسلّم به عالمياً أن البحث العلمي هو استثمار مجدٍ وطويل الأمد، وحجر الزاوية في بناء أي اقتصاد قائم على الابتكار، وأساس لتوليد معارف جديدة ولاستدامة النمو الاقتصادي وتقوية المنافسة العالمية وخلق صناعات جديدة بالكامل. وعلى الرغم من حداثة عهد البحث العلمي في المملكة مقارنة ببعض دول العالم، فإنه خطا خلال السنوات القليلة الماضية خطوات كبيرة، وضعته في الصف الأول إقليمياً وفي الصفوف الأولى عالمياً.

## رؤية 2030
تهدف رؤية 2030 إلى زيادة القدرة التنافسيّة للمملكة وتصنيفات جامعاتها، مما يظهر أهميّة دعم قطاع البحث والتطوير في السعودية. حيث يُعد مجال البحث العلمي والتطوير التقني من الأدوات المهمة التي سوف تسهم في تنفيذ رؤية المملكة العربية السعودية 2030. ويرتبطان بالتنافسية والإنتاجية والاستدامة، ويعتمدان بشكل رئيس على القدرات البشرية، وهي ميزة تتمتع بها السعودية، إضافة إلى وجود بنية تحتية متطورة، كما تنسجم مع سعي السعودية إلى زيادة القيمة المضافة إلى المنتجات، ورفع قدراتها التنافسية دعماً للاقتصاد الوطني.

## التاريخ
ظهر الاهتمام بالبحث العلمي في المملكة بظهور الجامعات الحديثة قبل نحو نصف قرن، غير أنه بعد مسيرة كانت بطيئة في بداياتها، شهد اندفاعاً كبيراً خلال السنوات العشر الماضية. فقد تضاعف عدد البحوث العلمية المنشورة في الدوريات العالمية عدة مرّات، من 1400 بحث فقط في عام 2006م إلى نحو 9000 بحث في عام 2013م. ويُعزى هذا الارتفاع الكبير إلى عوامل عدة، من أهمها:
1. ارتفاع عدد الجامعات في السعودية خلال الفترة نفسها إلى 34 جامعة.
2. اعتماد المملكة في عام 2008م خطة بحثية وطنية بغرض التحوُّل من اقتصاد قائم على النفط، إلى اقتصاد قائم على المعرفة بقيادة مدينة الملك عبد العزيز للعلوم والتقنية، وما شهدته المرحلة الأولى من هذه الخطة من إنشاء معاهد بحثية وجامعات حديثة على أعلى مستوى.

في عام 2012م، ظهرت السعودية لأول مرة على الخريطة العالمية للبحث والتطوير في تقرير مجلة «باتيل» وكان هذا هو الظهور الأول لدولة عربية ضمن هذا التقرير، لكنها خرجت منه في عام 2013م، لتعود إليه في عام م2014، ترافقها دولة عربية أخرى هي قطر، وخمس دول إسلامية هي تركيا وإيران وباكستان وماليزيا وإندونيسيا.
في شهر أبريل من عام 2016، كشف «مؤشر نيتشر للأبحاث العلمية 2016 – المملكة العربية السعودية»، أن المملكة حققت أعلى معدل نمو في البحوث العلمية عالية الجودة في غرب آسيا
وفي العام 2012م، أفاد تقرير «تومسون رويترز» لأداء البحث والابتكار في دول مجموعة العشرين، أن ملف المملكة في البحث والابتكار ينمو بسرعة هائلة، لكنه لا يزال منخفضاً مقارنة بما يجب أن يكون عليه في دولة من مجموعة العشرين. وأشار التقرير نفسه في موضع آخر إلى أن نسبة سعودة الأبحاث ترتفع باطراد، فبعد أن كانت نسبة السعوديين العاملين في البحث العلمي في المملكة لا تتجاوز %10 عام 2003م، ارتفعت هذه النسبة إلى %35 عام 2011م.
وفي شهر أبريل من عام 2016م، صدر «مؤشر نيتشر للأبحاث العلمية 2016 – المملكة العربية السعودية»، ليكشف أن المملكة أظهرت أعلى معدل نمو في البحوث العلمية عالية الجودة في غرب آسيا، تزامناً مع تصدر الجامعات السعودية الترتيب عربياً في معظم تصنيفات الجامعات العربية.
واستناداً إلى «مؤشر نيتشر»، فقد ازدادت مساهمة المملكة في نشر أوراق البحث العلمي العالي الجودة بمعدل أكبر من أي بلد آخر في غرب آسيا، وحلّ النمو الذي حققته بين عامي 2012 و2015م، والذي قدَّره المؤشر بنسبة %85، في المركز الثامن بين أعلى معدلات النمو على مستوى العالم.
أما على صعيد إجمالي مخرجات البحث العلمي، فقد أدى هذا النمو إلى دفع مكانة المملكة ثماني درجات إلى الأعلى، من المرتبة التاسعة والثلاثين إلى المرتبة الحادية والثلاثين بين دول العالم، والأولى عربياً.

## الإنفاق على البحث العلمي
بلغ إجمالي الإنفاق على البحث العلمي في المملكة خلال عام 2015م، نحو 6.75 مليار ريال (1.8 مليار دولار). في الوقت الذي يقدَّر فيه حجم إنفاق الدول العربية مجتمعة على البحث العلمي بنحو 20 مليار ريال (5.31 مليار دولار). وبذلك تحتل السعودية المرتبة السابعة والثلاثين عالمياً في الإنفاق على هذا المجال، حيث تنفق السعودية 0.8 % من إجمالي الناتج المحلي مقارنة مع 2.2 % الذي يمثل متوسط إنفاق أكثر من 30 دولة على البحث والتطوير.
يتميز الإنفاق على البحث العلمي في المملكة بالاعتماد بشكل أساسي على التمويل الحكومي. والنسبة العظمى من موازنات البحث العلمي في المملكة تموّل من الدولة بواقع %85 تقريباً، في حين أن نسبة التمويل الحكومي لموازنات البحث العلمي في اليابان مثلاً تقلّ عن %18، وفي كندا %30 وفي الولايات المتحدة %35.

## التحالف السعودي للبحوث المتقدمة
في شهر ديسمبر من عام 2014 تم إطلاق التحالف السعودي للبحوث المتقدمة لتحفيز أنشطة البحث والتطوير المبتكرة وتسويقها داخل المملكة، ويمثل التحالف 6 مؤسسات تمثل القطاعين العام والخاص في السعودية وهي: أرامكو السعودية ومدينة الملك عبد العزيز للعلوم والتقنية وجامعة الملك فهد للبترول والمعادن وجامعة الملك عبد الله للعلوم والتقنية والشركة السعودية للتنمية والاستثمار التقني (تقنية) ومعهدآر تي آي إنترناشيونال، وقد أسس التحالف شركة تكنوفيا وهي مشروع جديد يتبنى عملية منهجية مرحلية لتوفير منظومة من الفرص التسويقية في السعودية وتتخذ الشركة من وادي الظهران للتقنية مقرا رئيسا لها.

## مراكز البحث العلمي وتوزعها الجغرافي
عدد مراكز البحث العلمي في المملكة متفاوت وغير محدد بشكل دقيق، بعض الأرقام تشير إلى أن هناك ما يزيد عن المئة بقليل، بينما تشير إحصاءات أخرى كتلك التي أجرتها جامعة الإمام محمد بن سعود الإسلامية في عام 2011م، إلى أن العدد يصل حتى 267 مركزاً. يعود هذا التفاوت إلى الاعتبارات والمقاييس الخاصة بكل جهة تجري الإحصاء. ففي حين أن بعضها يكتفي بمجرد وجود المؤسسة ليأخذها بعين الاعتبار، تستند جهات أخرى إلى حجم المقالات العالية الجودة التي تخرج عن المركز لتصنيفه ضمن المراكز النشطة.
وعلى الرغم من أن كل الجامعات السعودية ومعظم فروعها باتت تحتوي على عمادات للبحث العلمي، فإن سبعاً منها تقود البحث العلمي في المملكة، هي حسب توزعها الجغرافي على الوجه التالي:
1. في الرياض ثلاث، هي: مدينة الملك عبدالعزيز للعلوم والتقنية، وجامعة الملك سعود، ومستشفى الملك فيصل التخصصي ومركز الأبحاث.
2. في منطقة مكة المكرمة ثلاث: جامعة الملك عبدالعزيز في جدة، وجامعة الملك عبدالله في ثوَل، وجامعة أم القرى في مكة المكرمة.
3. في المنطقة الشرقية: جامعة الملك فهد للبترول والمعادن، التي تحتضن إضافة إلى ما فيها من مراكز للبحث العلمي، وادي التقنية في الظهران.

وعلى الرغم من أن «مؤشر نيتشر» يقول إن نحو %90 من الأبحاث العلمية العالية الجودة التي أُنجزت في السنة الماضية كانت بقيادة جامعة الملك عبد العزيز وجامعة الملك عبد الله للعلوم والتقنية، وأن الزيادة الكبيرة في الأبحاث التي أجريت في هذه الأخيرة هي التي عززت مكانة المملكة في المؤشر، فإن ذلك لا يعني الإقلال من أهمية البحوث العلمية الجارية في المعاهد والمراكز الأخرى. فبفضل مراكز البحث العلمي في الكيمياء، وغالبيتها يقع في جامعة الملك فهد للبترول والمعادن ووادي التقنية في الظهران، بات علم الكيمياء يشكل ثلثي البحوث العلمية في المملكة حسب المؤشر. وقد تضاعفت مساهمة هذه المراكز مجتمعة ثلاثة أضعاف منذ عام 2012م، بحيث باتت مكانة المملكة في مجال بحوث الكيمياء متقدمة على بعض الدول الأوروبية مثل فنلندا والبرتغال وإيرلندا.

## توزع البحوث عالية الجودة وطبيعتها
استناداً إلى تقرير «نيتشر»، توزعت نسب البحوث العلمية العالية الجودة في المملكة في عام 2015م على النحو الآتي:
1. جامعة الملك عبدالله للعلوم والتقنية: %73.
2. جامعة الملك عبد العزيز: %14.
3. جامعة الملك سعود: %6.
4. مدينة الملك عبدالعزيز للعلوم والتقنية: %2.
5. مستشفى الملك فيصل التخصصي ومركز الأبحاث: %2.
6. جامعة الملك فهد للبترول والمعادن: %1.
7. مراكز أخرى: %2.

وجاء في الدراسة التي أعدتها جامعة الإمام محمد بن سعود الإسلامية، أن العلوم التطبيقية تشغل ما نسبته %31.4 من مجمل البحوث العلمية في السعودية، تليها العلوم الطبية بقرابة %22.8، ثم العلوم الإنسانية بنسبة %14.9، فالعلوم الاجتماعية بنسبة %13.8.

## دور الشراكات العالمية
يقول دايفد سوينبانكس، مؤسس «مؤشر نيتشر» إن الزيادة التي طرأت مؤخراً على ناتج المملكة من الأبحاث عالية الجودة لافتة للأنظار. ويستند ذلك في جزء كبير منه إلى التعاون الدولي»، فقد عزَّزت المعاهد ومراكز البحوث في المملكة من تعاونها الدولي، وعقدت عشرات الشراكات مع جامعات ومعاهد أبحاث أجنبية. ومنذ عام 2012م، لا تزال الولايات المتحدة الشريك الأكبر للمملكة في هذا المجال تليها الصين، ثم ألمانيا فالمملكة المتحدة.
ويلاحظ الدكتور طارق قابيل في قراءته لتقرير نيتشر المنشور على موقع «منظمة المجتمع العلمي العربي» أمرين أساسيين في هذا المجال:
• ففيما يتعلَّق بإنتاج جامعة الملك عبد الله للعلوم والتقنية وجامعة الملك عبد العزيز لنحو %90 من إجمالي الناتج العلمي السعودي في عام 2015م، فإن كلاً من الجامعتين تتبع إستراتيجية مختلفة تماماً، حيث يأتي شطر كبير جداً من ناتج المقالات العلمية من متعاونين خارج البلاد في حالة جامعة الملك عبد العزيز، وأما جامعة الملك عبد الله للعلوم والتقنية فيأتي الشطر الأكبر من مساهمتها من داخل جدران المؤسسة نفسها.
• إن التعاون الإقليمي والمحلي محدود للغاية في المملكة، غير أن مستشفى الملك فيصل التخصصي ومركز الأبحاث حقَّق نجاحاً بالتركيز على هذين المجالين من التعاون، مما ساعد على إنشاء قاعدة محلية من الباحثين ذوي الخبرة.

## عمادة البحث العلمي
نصّت «اللائحة الموحَّدة للبحث العلمي في الجامعات» الصادرة عام 1419هـ، على إنشاء عمادة باسم «عمادة البحث العلمي» في كل جامعة سعودية، وأن تكون أهداف البحوث التي تُجرى في الجامعات إثراء المعارف والعلوم في جميع المجالات المفيدة، وعلى وجه الخصوص فيما يأتي:
1. إبراز المنهج الإسلامي ومنجزاته في تاريخ الحضارة والعلوم الإنسانية.
2. جمع التراث العربي والإسلامي والعناية به وفهرسته وتحقيقه وتيسيره للباحثين.
3. تقديم المشورة العلمية وتطوير الحلول العلمية والعملية للمشكلات التي تواجه المجتمع من خلال الأبحاث والدراسات التي تطلب إعدادها جهات حكومية أو أهلية.
4. نقل وتوطين التقنية الحديثة، والمشاركة في تطويرها وتطويعها لتلائم الظروف المحلية لخدمة أغراض التنمية.
5. ربط البحث العلمي بأهداف الجامعة وخطط التنمية، وتلافي الازدواجية والتكرار، والاستفادة من الدراسات السابقة.
6. تنمية جيل من الباحثين السعوديين وتدريبهم على إجراء البحوث الأصيلة ذات المستوى الرفيع، وذلك عن طريق إشراك طلاب الدراسات العليا والمعيدين والمحاضرين ومساعدي الباحثين في تنفيذ البحوث العلمية.
7. الارتقاء بمستوى التعليم الجامعي والدراسات العليا.

ودعت اللائحة إلى نشر نتائج البحث العلمي في أوعية النشر المحلية والدولية، والتعاون مع الهيئات البحثية داخل المملكة وخارجها عن طريق تبادل المعارف والخبرات، وتوفير وسائل الاتصالات الحديثة والإصدارات العلمية من دوريات وكتب وغيرها.

## مراكز البحث العلمي في المملكة

### مدينة الملك عبد العزيز للعلوم والتقنية KACST

#### مراكز التميز المشتركة
- مركز تميز النظم الهندسية المركبة (CCES)
- مركز تميز الفضاء والطيران (CEAA)
- مركز تميز تقنية النانو الحيوية (JCIN)
- مركز تميز المواد المتقدّمة والتصنيع CAMM
- مركز تميز تقنية النانو الخضراء CEGN
- مركز التميز للبتروكيماويات KOPRC
- مركز التميز لتطبيقات الاتصالات CETA
- مركز تميز المواد النانوية لتطبيقات الطاقة النظيفة CENCEA
- مركز تميز الموروثيات المشترك CEG
- مركز تميز الطب النانوي CENM

#### معهد بحوث المياه والطاقة
- المركز الوطني لتقنية معالجة وتحلية المياه
- المركز الوطني لتقنية أنظمة الطاقة الكهربائية
- المركز الوطني لتقنية الاحتراق والبلازما وخلايا الوقود
- المركز الوطني لتقنية الأغشية
- المركز السعودي لكفاءة الطاقة

#### معهد بحوث علم المواد
- المركز الوطني لبحوث التقنيات المتناهية الصغر (النانو)
- المركز الوطني لتقنية البتروكيماويات
- المركز الوطني لتقنية البناء والتشييد
- المركز الوطني للفيزياء التطبيقية

#### معهد بحوث الاتصالات وتقنية المعلومات
- المركز الوطني لتقنية الإلكترونيات والضوئيات
- المركز الوطني لتقنية أمن المعلومات
- المركز الوطني لتقنية الحاسب والرياضيات التطبيقية
- المركز الوطني لتقنية الروبوت والأنظمة الذكية
- المركز الوطني لتقنية المستشعرات والأنظمة الدفاعية

#### معهد بحوث الأحياء والبيئة
- المركز الوطني لتقنية البيئة
- المركز الوطني للتقنية الحيوية
- المركز الوطني للمعلوماتية الحيوية
- المركز الوطني للتقنية الزراعية
- المركز الوطني لتقنية الموروثيات
- المركز الوطني للقنية الدوائية

#### معهد بحوث الفضاء والطيران
معهد بحوث الفضاء تابع لمدينة الملك عبد العزيز للعلوم والتقنية، يهدف للقيام بالبحوث التطبيقية وتنفيذ المشاريع والبرامج في مجال علوم الفضاء والطيران لنقل وتوطين تقنياتها بما يخدم خطط التنمية.

#### معهد بحوث العلوم النووية
معهد بحوث الطاقة الذرية، معهد تابع لمدينة الملك عبد العزيز للعلوم والتقنية، يهدف لتسخير وتطوير التقنية النووية لخدمة التنمية الزراعية والصناعية والصحية والبحثية والاقتصادية والأمنية والوقائية في السعودية مع مراعاة حماية الإنسان والبيئة من أخطار الإشعاعات المؤينة. تأسس كإدارة للطاقة الذرية في السعودية عام 1979م وتغير اسمه إلى معهد بحوث الطاقة الذرية عام 1408هـ

### جامعة الملك عبد العزيز KAU
- مركز الملك فهد للبحوث الطبية.
- مركز بحوث الدراسات البیئیة.
- مركز التميز البحثي في علوم الجينوم الطبي
- مركز البحوث والتنمية
- مركز تقنیات متناھیة الصغر
- مركز الأميرة الجوهرة البراهيم للتميز البحثي في الأمراض الوراثية
- مركز التميز لأبحاث هشاشة العظام
- مركز التدريب والوقاية من الإشعاع
- مركز الابتكار في الطب الشخصي
- مركز أبحاث المخاطر الجيولوجية
- مركز الشيخ عبد الله بخش للتميز في الرعاية الصحية لأمراض القلب للأطفال
- مركز التميز لأبحاث التغير المناخي.
- مركز الشيخ محمد حسين العمودي للتميز في رعاية سرطان الثدي.
- مركز التميز البحثي في المواد المتقدِّمة.
- مركز طب وبحوث النوم.
- مركز التميز البحثي في تقنية تحلية المياه جامعة الملك عبد العزيز.
- مركز المهارات والمحاكاة السريرية (CSSC)
- مركز المبدعون للدراسات والأبحاث.
- مركز الحوسبة عالية الأداء.
- مركز الملك عبد الله للدراسات والبحوث البترولية (KAPSARC)
- مركز الملك عبد الله العالمي للأبحاث الطبية.

### جامعة الملك عبد الله للعلوم والتقنية KAUST
تضم مراكز الأبحاث في جامعة الملك عبد الله للعلوم علماء ومهندسين من كل التخصصات يعملون من أجل إيجاد الحلول للمشاكل المعقدة التي تواجه المملكة العربية السعودية والعالم ككل.
- مركز أبحاث هندسة النفط في المراحل السابقة للإنتاج. (UPERC)
- مركز أبحاث الأغشية والمواد المسامية المتقدمة. (AMPMC).
- مركز أبحاث الحفز الكيميائي. (KCC)
- مركز أبحاث الاحتراق النظيف.(CCRC)
- مركز العلوم البيولوجية الحاسوبية.
- مركز أبحاث الزراعة الصحراوية. (CDA)
- مركز أبحاث الحوسبة الفائقة. (ECRC)
- مركز أبحاث البحر الأحمر.
- مركز أبحاث الطاقة الشمسية.
- مركز أبحاث علي النعيمي لأبحاث وهندسة البترول
- مركز أبحاث الحوسبة المرئية
- مركز أبحاث تحلية وإعادة استخدام المياه (WDRC)

### جامعة الملك فهد للبترول والمعادن KFUPM
تميزت جامعة الملك فهد للبترول والمعادن بتحقيق خطوات علمية وعملية واسعة في مجال البحث العلمي وتشجيع الابتكار على مستوى المملكة والشرق الأوسط ككل. وتعد أحد أبرز الجامعات في العالم في مجال تخصصها، فهي الأولى في العالم في مجال النفط. تشتهر بمستوى خريجيها وثقافتها البحثية المتطورة. دختل في مجال الاقتصاد المعرفي وهي المهمة الثالثة للجامعات الحديثة وهي إنتاج الفكر وتدريس ونشر وترجمة المعرفة، لديها ثقافة وقاعدة بحثية، أنتجت محتوى ابتكاري مدعومة بمنظومة متكاملة تعرف باسم وادي الظهران للتقنية. تملك خمسين براءة اختراع، و200 براءة أخرى في طور التسجيل. تدير وتشغل عدد من مراكز الأبحاث، منها:
- مجمع الملك عبد الله بن عبد العزيز للأبحاث.
- مركز سلطان بن عبد العزيز للعلوم والتقنية (سايتك).
- مركز الابتكار بجامعة الملك فهد للبترول والمعادن.
- مركز بحوث الاتصالات وتكنولوجيا المعلومات (CCITR)
- مركز الاقتصاد والإدارة (CEM)
- مركز البيئة والمياه (CEW)
- مركز البحوث الهندسية (CER)
- مركز التكرير والبتروكيماويات (CEP)
- مركز التميز البحثي في تكرير البترول والبتروكيماويات (CoRE-PRP).[10]
- مركز التميز البحثي في التآكل (CoRE-C).[10]
- مركز التميز البحثي في الطاقة المتجدِّدة (CoRE-RE).[10]
- مركز التميز البحثي في تقنية النانو (CENT).[10]
- مركز التميز البحثي للدراسات المصرفية والتمويل الإسلامي (CEIF)

### وادي الظهران للتقنية DTV
- مركز شلمبرجير لأبحاث الكربونات (SDCR)
- مركز بيكر هيوز الظهران للبحوث والتقنية (DRTC)
- مركز هاليبرتون لتقنيات المكامن غير التقليدية وإنتاجية الخزانات
- مركز يوكوجاوا السعودية للبحوث والتنمية
- مركز أبحاث روزن
- مركز هانيويل-يو إي بي الظهران التقني
- مركز جي إي السعودية للتقنية والابتكار
- مركز أميانتيت السعودية للبحوث والتنمية
- مركز سبكيم للتقنية والابتكار (STIC)
- مركز ابتكار هواوي المشترك لتكنولوجيا المعلومات والاتصالات للنفط والغاز

### جامعة الملك سعود KSU
- مركز التميز البحثي في التخثر والإرقاء (CETH)
- مركز التميز البحثي في التقنية الحيوية
- معهد الملك عبدالله لتقنية النانو (KAIN)
- معهد بحوث الأمير سلطان للتقنيات المتقدِّمة (PSATRI)
- معهد الأمير سلطان لأبحاث البيئة والمياه والصحراء.
- وحدة أبحاث الخلايا الجذعية

### جامعة الملك فيصل KFU
- مركز أبحاث الإبل
- مركز أبحاث الثروة السمكية
- مركز أبحاث الطيور
- مركز الدراسات المائية
- مركز أبحاث النخيل والتمور

### جامعة أم القرى UQU
- مركز البحوث والدراسات الاستشارية
- مركز بحوث الطب والعلوم الطبیة
- مركز بحوث العلوم الهندسية والمعمارية
- مركز بحوث العلوم الصيدلانية
- مركز بحوث العلوم الاجتماعية
- مركز بحوث اللغة العربية وآدابها
- مركز بحوث الدراسات الإسلامية
- مركز بحوث التعليم الإسلامي
- مركز البحوث التربوية والنفسية
- مركز بحوث الحج والعمرة
- مركز البحث العلمي وإحياء التراث الإسلامي

### سابك
تعد الشركة السعودية للصناعات الأساسية (سابك) من الشركات الرائدة في دعم البحث العلمي في جامعات المملكة، أيماناً منها بأهمية البحث العلمي لتقدم الصناعة والمساهمة في حلول المشكلات البيئية والصحية في المملكة. فقد الشركة أهمية الاستفادة من الخبرات البحثية المتوفرة في الجامعات السعودية من خلال مراكز الأبحاث في الكليات المختلفة ومختبرات أعضاء هيئة التدريس وطلاب الدراسات العليا في المجالات الصناعية المختلفة التي تهتم بها الشركة.
بدأت شركة سابك في دعم البحث العلمي في جامعة الملك سعود منذ عام 1418هـ وقد تركز الدعم في بدايته على المشاريع التطبيقية التي تخدم الصناعات الأساسية في مجال أعمال الشركة، وتم تطور هذا الدعم ليشمل مجالات أرحب في الصناعات الكيميائية والبتروكيماويات والمعادن واستخدامات الأسمدة كما ساهمت الشركة بدعم الأبحاث المتعلقة بالمشاكل البيئية والتلوث والصحة العامة والتخلص من النفايات والمخلفات الصناعية وغيرها. إضافة إلى ذلك فقد حرصت الشركة على استقطاب المشاريع المقدمة من الباحثين بالجامعات السعودية والتي لها علاقة مباشرة بمشاريع الشركة. كما خصصت جوائز لأفضل مشاريع الهندسة الكيميائية للباحثين وطلاب الدراسات العليا بالجامعات السعودية.
من أجل تحقيق استدامة النمو وتُعزيز قدرتها التنافسية. ولدعم بحوثنا أنشأت سابك مراكزاً للتقنية والابتكار في خمس مناطق جغرافية على مستوى العالم، في الشرق الأوسط، والولايات المتحدة الأمريكية، وأوروبا، وجنوب شرق آسيا، وشمال شرق آسيا. ونجحت بتقديم أكثر من 12,191 براءة اختراع.
- مركز سابك للابحاث والتقنية: في مدينة هيوستن بولاية تكساس الأمريكية.[13]

### مراكز متنوعة
- مركز الملك سلمان لأبحاث الإعاقة
- مركز الملك عبد الله العالمي للأبحاث الطبية
- مركز أبحاث استزراع الأسماك في السعودية.
- المركز الوطني لأبحاث الزراعة والمياه بالرياض.
- المركز الوطني لمكافحة وأبحاث الجراد – وزارة الزراعة والمياه.
- مجمع سابك الصناعي للبحث والتطوير – مدينة الرياض.
- مركز الدراسات والبحوث بجامعة نايف العربية للعلوم الأمنية.
- مركز الملك فهد الوطني لأورام الأطفال والأبحاث.[1]
- معهد دواجن الوطنية للتقنية.
- المركز الوطني للنخيل والتمور.
- مركز أبحاث الثروة السمكية بجدة.
- معهد الأبحاث - الهيئة السعودية للمياه.[14]
- معهد الأبحاث وتقنيات التحلية. الجبيل - الهيئة السعودية للمياه.[15]

## الدعم والتمويل
تحقيقا لرؤية المملكة العربية السعودية 2030، وبرنامج التحول الوطني، أصدر مجلس الوزراء القرار رقم 9317 تاريخ 19-02-1437هــ، بشأن قيام الجامعات بالعمل على إنشاء صناديق لدعم البحث العلمي تمول من الأفراد – من خريجي الجامعات وغيرهم، والشركات، وزيادة التواصل مع القطاع الخاص لتشجيعه على تمويل البحث العلمي من خلال مراكز التميز وكراسي البحث العلمي.

### صندوق جامعة الملك سعود لدعم البحث العلمي
إنشئت جامعة الملك سعود «صندوق جامعة الملك سعود لدعم البحث العلمي» بالقرار رقم 87/5/37 بتاريخ 23/4/1437 هـ وذلك بهدف تنويع مصادر تمويل البحث العلمي بالجامعة، ودعم البحوث والمشاريع البحثية التي تخدم الجامعة والمجتمع، وكذلك الإسهام في تعزيز ثقافة العطاء بين أفراد المجتمع. ومن ضمن مهام الصندوق دعم المشروعات البحثية التي تقدم الحلول النوعية للمشكلات التي تواجه المؤسسات والشركات السعودية لزيادة قدراتها التنافسية وكذلك دعم البحوث والمشروعات البحثية ذات الأولوية الوطنية بطريقة تنافسية.

### مكتب رعاية الأبحاث بجامعة الملك عبد الله
يقوم مكتب رعاية الأبحاث بدعم أبحاث جامعة الملك عبد الله منذ مراحلها المبكرة كأفكار إلى مراحل الإنتاج الأخيرة. كما يعمل المكتب مع الباحثين في جامعة الملك عبد الله وشركائها العالميين لتطوير المشاريع البحثية داخلياً. ويضم المكتب وحدة لتمويل الأبحاث التنافسية والتي منوط بها مراجعة الأفكار البحثية وتحديد أكثرها جدارة لاستثمار موارد الجامعة. كما يضم مكتب رعاية الأبحاث وحدة لتقييم الأبحاث بنوعيها الأساسية أو الموجهة لتحقيق هدف معين، من أجل دراسة آليات تنفيذها ومدى تأثيرها في المستقبل.

## براءات الاختراع
تُعد السعودية هي الدولة الأولى إقليميا في براءات الاختراع  حيث بلغ عددها (569) براءة اختراع في العام 2018، ونالت المرتبة 47 ضمن مؤشر صادرات المنتجات عالية التقنية وفي المرتبة 45 وفقا لمؤشر نصيب الفرد من الصادرات عالية التقنية بينما حققت المرتبة 42 عالميا في معدل الإنفاق على البحث والتطوير نسبة إلى الناتج المحلي حيث تنفق السعودية 0.8% من إجمالي الناتج المحلي مقارنة مع 2.2% الذي يمثل متوسط إنفاق أكثر من 30 دولة على البحث والتطوير.
الأرقام الصادرة من مكتب براءات الاختراع الأمريكي التابع لوزارة التجارة الأمريكية والمرتبط بمكتبي الاختراعات الأوروبي والياباني (USPTO)، يؤكد أن المملكة تقدمت لتحتل المرتبة الـ23 عالمياً من بين 92 بلداً للعام 2017. حيث وصل عدد براءات الاختراع السعودية في 2017 إلى 664 براءة اختراع، وفي عام 2016، سجلت 517 براءات، في عام 2015، سجلت 409 براءات.

## الوضع الحالي للبحث والتطوير
حقق قطاع الأبحاث والتطوير في المملكة العربيّة السعوديّة تقدمًا كبيرًا في السنوات الأخيرة وهو يتمتع ببعض نقاط القوة الواضحة للغاية، ومن ذلك على سبيل المثال:
في عام 2015، أصدرت المملكة العربيّة السعوديّة 763 براءة اختراع ونشرت أكثر من 47000 ورقة علمية ما بين 2013-2015.  وقامت مدينة الملك عبد العزيز للعلوم والتقنية، إحدى الجهات الفاعلة الرئيسيّة في النظام الإيكولوجي، بتنفيذ الخطة الوطنيّة للعلوم والتقنية والابتكار، هذه الخطة موّلت أكثر من 1,852 مشروعًا في العلوم والتقنية، وقدمت دعم للمشاريع يقدر بأكثر من 3.2 مليار ريال سعودي لمشاريع متخصصة في العلوم والتقنية. بينما تمتلك جامعة الملك عبد الله للعلوم والتقنية وقفًا بقيمة 20 مليار دولار، مما سمح بإنشاء مراكز متخصصة وشراكات صناعيّة وارتفاع معدلات ترخيص البراءات وتسويق المنتجات؛ وجذب أفضل المواهب في جميع أنحاء المملكة العربيّة السعوديّة إلى مراكزها البحثيّة التي يبلغ عددها 10 مراكز. وأنشأت جامعة الملك فهد للبترول والمعادن شراكة بحثيّة مع معهد ماساتشوستس للتقنية، مما أنتج في الفترة ما بين عام 2008 وعام 2016 أكثر من 530 منشورًا. ونشرت جامعة الملك عبد العزيز 157 مقالة ظهرت في دوريات تحظى باحترام كبير في عام 2016. كما يوجد لدى جامعة الملك عبد العزيز مركز التميز في أبحاث الجينوم الطبي، وهو مركز رائد في مجال أبحاث علم الجينوم الطبي في المنطقة الغربيّة للمملكة العربيّة السعوديّة.وأنشأت جامعة الملك سعود 10 مراكز و4 معاهد تدعم برامجها البحثيّة. وقد أطلقت من داخل هذه المراكز العديد من البرامج بما في ذلك برنامج الكراسي البحثيّة، وبرنامج الحائزين على جائزة نوبل، وبرنامج الزمالات العلميّة المتميزة. أصدر المكتب الأمريكي لبراءات الاختراع والعلامات التجاريّة رقمًا قياسيًا من براءات الاختراع (123) لشركة أرامكو، والتي أعلنت أيضًا عن بناء مركز بحثي على أعلى مستوى في جامعة الملك عبد الله للعلوم والتقنية، ومن المتوقع الانتهاء منه في منتصف عام 2019.
في عام 2020، صنف مؤشر نيتشر (Nature) جامعة الملك عبد الله للعلوم والتقنية (كاوست) في المرتبة 119 من بين 500 مؤسسة أكاديمية على مستوى العالم.هذا التصنيف يضع كاوست في المرتبة الأولى في المملكة العربية السعودية. وكانت «كاوست» قد صنفت مؤشر نيتشر gعام ٢٠١٩، في المرتبة الأولى في المملكة و18 من بين المؤسسات العالمية البارزة في عدد المقالات عالية الجودة المنشورة في مجال العلوم الطبيعية.

## اقرأ أيضا
- الجينوم السعودي
- قائمة جامعات السعودية
- الأولمبياد الوطني للإبداع العلمي
- التعليم في السعودية
- المعهد السعودي للعلوم البحثية
- برنامج كاوست للطلبة الموهوبين